# Шапочка, Юрий Павлович
Ю́рий Па́влович Ша́почка (род. 19 сентября 1952) — советский гребец, серебряный призёр Олимпийских игр. Мастер спорта СССР международного класса.

## Карьера
На Олимпиаде в Москве Юрий в составе парной четвёрки без рулевого завоевал серебряную медаль.
После завершения карьеры работал тренером.